# ルベン・ダリオ
フェリクス・ルベン・ガルシア・サルミエント（Félix Rubén García Sarmiento、1867年1月18日- 1916年2月6日）は、ルベン・ダリオ（Rubén Darío）のペンネームで作品を発表した詩人である。
キューバのホセ・マルティ、ウルグアイのホセ・エンリケ・ロドーと共に19世紀後半〜20世紀初頭のラテン・アメリカ（中南米）のモデルニスモを代表する詩人であり、19世紀のラテン・アメリカで最も偉大な詩人と称される。ニカラグア生まれで、ニカラグアではアウグスト・サンディーノと並んで国民的な英雄となっている。
彼の詩は、当時の淀んだ単調なスペイン語詩に活力をもたらした。
2002年から発行されていた100ニカラグア・コルドバ紙幣に肖像が使用され、2009年のデザイン変更後は同国の首都・マナグアにあるダリオ記念像がデザインされている。

## 略歴
ルベン・ダリオはニカラグア北部のマタガルパ県メタパ（現在のシウダー・ダリオ）にて、商人であった父マヌエル・ガルシア・ダリオ、母ロサ・サルミエント・アレマンの間に生まれる。ほどなく1867年3月にはレオンにて洗礼を受け、フェリックス・ルベンと命名された。ホンジュラスで幼年期を過ごした後、レオンへ再び戻り、叔母の元で15歳まで生活を営む。ここで暮らした家は現在はルベン・ダリオ博物館として開放されている。
神童として知られ、3歳で読み書きを覚え、スペインの古典喜劇やホラー小説を朗読していたと言われる。13歳になると少年詩人として中米にその名が知られるようになった。15歳でニカラグア大統領の秘書を務め、王立図書館に勤務した。19歳で出国、以降『ラ・ポエカ』『エラルド・デ・バルパライソ』『ラ・ナシオン』といった雑誌・新聞の特派員記者の仕事の傍ら、『中米新聞』や『午後の郵便』などで詩や物語の創作活動を行った。
26歳の時にパリへ向かい、特派員としての西欧諸国での生活がはじまると、モデルニスモ詩人としての地位を築き、1907年、40歳で凱旋帰国した。
詩人・特派員としてのほか、新大陸発見400周年代表メンバー、汎米会議代表メンバー、ラ・プラタ市駐在ニカラグア領事、ブエノスアイレス駐在コロンビア総領事、パリ駐在ニカラグア領事、ニカラグア・ホンジュラス国境仲裁代表団員、駐スペイン・ニカラグア公使、パリ駐在パラグアイ総領事等、数々の公職に就き、祖国の発展と地位の向上に寄与した。

## 作品
ダリオは数多くの詩、散文、短篇物語、論評、小説を残しており、リズム感と多様な韻律が特徴で、仏語訛や古語・礼拝用語、独自造語などを多用することで知られる。
- 『青』
- 『俗なる詠謡』
- 『命と希望の歌、白鳥たちとその他の詩』
- 『秋の詩、インテルメッゾ・トロピカル、その他の詩』
- 『流浪の歌』
- 『アルゼンチンへの歌』
- 『マルガリータ・デバイレに捧ぐ』
- 『凱旋行進』
- 『命と希望の歌』
- 『狼の理由』
- 『心の奥の韻律』
- 『帰郷』
- 『青い鳥』
- 『マブ女王のベール』
- 『ブルジョアの王』
- 『ルビー』
- 『梱』
- 『蜂鳥の物語』
- 『妖精』
- 『花束』
- 『復活祭の物語』
- 『クリスマス・イブのお話』